# فرودگاه آبی بی‌ست
فرودگاه آبی بی‌ست (به انگلیسی: Bissett Water Aerodrome) ، یک فرودگاه همگانی است که یک باند فرود آب دارد. این فرودگاه در کشور کانادا قرار دارد و در ارتفاع ۲۵۱ متری از سطح دریا واقع شده‌است.